# (26640) Bahýľ
(26640) Bahýľ, désignation internationale (26640) Bahyl, est un astéroïde de la ceinture principale.

## Description
(26640) Bahyl est un astéroïde de la ceinture principale. Il fut découvert le 9 mai 2000 à l'Observatoire d'Ondřejov par Peter Kušnirák. Il présente une orbite caractérisée par un demi-grand axe de 2,99 UA, une excentricité de 0,12 et une inclinaison de 13,6° par rapport à l'écliptique.

## Compléments